# Château du Vuache
Le château du Vuache ou encore de Vulbens était un édifice castral situé dans l'ancien comté de Genève du tout début du XIVe siècle à sa ruine à partir du XVIIe siècle. Le château était édifié au centre du village de Vulbens, et son fief comprenait aussi les paroisses de Chevrier et Dingy, communes situées aujourd'hui dans le département de la Haute-Savoie, en région Auvergne-Rhône-Alpes. Le château était le centre de la seigneurie du Vuache.

## Toponyme
Le château porte le nom Vuache (notamment dans les actes du Régeste genevois, 1866), qui est issu de la montagne Vuache voisine. Il est aussi appelé château de Vulbens, du nom de la commune,,. Mentionné dès le XIIe siècle, la montagne est appelée Montagne aux Vaches sur la carte de Cassini (XVIIIe siècle). L'expression Le Vuache permet aussi de désigner le château. Progressivement, le mot « Vuache » glisse de la seigneurie à la montagne au-dessus de Vulbens.
Le nom du château du Vuache, que l'on trouve mentionné sous les formes  fortis de Vaschio (1296) ou encore castrum de Vaschio (1306), semble provenir du bas latin guachium qui désigne une sentinelle ou un veilleur.
Il existe toujours sur la commune un autre château dit de Faramaz, édifié à partir d'une ancienne tour, dite Tour des Faramans, au XVIIe siècle, et qui porte également les noms de château de Vulbens ou du Vuache. Ce château se situait en aval de l'église. Jules Vuy a pu considérer qu'il s'agissait de ce château moderne dont parlait le Régeste genevois avec la donation à Jeanne de Genève.

## Localisation
Le château du Vuache était installé entre la rive gauche du Rhône et le versant nord-ouest de la montagne éponyme,. Il dominait le village de Vulbens,. Le Vuache est devenu un hameau au XIXe siècle.
D'intérêt stratégique pour les comtes de Genève, il est situé dans la partie est du comté, à trente kilomètres de Genève. Il contrôle ainsi en partie la voie fluviale reliant Genève à Lyon. Sur la rive droite, on trouve l'ancienne voie romaine qui passe par le Pas de l'Écluse qui permet le contrôle du passage (voir Fort l'Écluse).
Les fouilles ont permis d'indiquer que le château s'est installé sur un ancien site, « qui correspond peut-être à un site fossoyé ». Vulbens possédait également un ancien château, situé à proximité du chef-lieu, à une quinzaine de mètres au-dessus de l'église.
Le château est le centre de la seigneurie du Vuache. La seigneurie comporte quatre paroisses : Vulbens, Dingy, Bans et Chevrier, observable notamment sur le plan de la Mappe sarde (réalisée au XVIIIe siècle).

## Historique

### Origine
Le château et la seigneurie de Vuache appartiennent au seigneur de Vulbens, Pierre, qui les lègue à sa mort, alors qu'il n'a pas d'héritier, à un membre de la famille de Viry-Sallenoves, Hugues. Nous connaissons cette situation grâce à un acte de 1239 dans lequel ce seigneur Hugues de Sallenoves lègue à son fils Vuilhemme en apanage cette seigneurie, qu'il a reçue de Pierre de Vulbens,.
Vuilhemme de Viry-Sallenoves semble donner le fief de son vivant au comte de Genève sans qu'on ait d'explications,.

### Possession des Genève
En 1252, le comte de Genève Guillaume II de Genève lègue à son fils Henri, seul laïc après Raoul ou Rodolphe qui lui succédera, « les châteaux et mandements de Terniers et du Vuache »,.
Le comte de Genève fait reconstruire un château en pierre durant la période de guerre l'opposant aux comte de Savoie. Le comte Raoul a perdu ses dernières possessions en rive droite du Rhône, entre 1250 et 1260, au profit de son ennemi le comte Pierre II de Savoie. Le renforcement de cette position permet également de contrôler le passage sur le Rhône. Henri semble laisser « en garantie de dots dues à ses filles Béatrice de Lunel et Éléonore […] l'ensemble de ses biens à son frère Robert, évêque de Genève ». Son frère semble ne jamais avoir légué à ses nièces ces biens, et c'est son frère, Gui, évêque de Langres, qui en hérite. En 1296, le château revient à leur petit-neveu, le comte Amédée II.
Un acte de 1296 nous apprend que le comte Amédée II donne le château — le « castro seu domus fortem dou Vasho » ou fortis de Vaschio — à sa nièce Jeanne de Genève, fille d'Aymon II en échange du renoncement de ses droits son héritage,,. Philippe de Vienne, époux de Jeanne, ratifie le traité,.
Les auteurs de l'Histoire des communes savoyardes en font le lieu de rédaction du testament du comte de Genève Amédée II, qui y a gardé le droit de gîte. Toutefois, l'historien spécialiste du comté de Genève, Pierre Duparc, place la signature de l'acte au château de Cosengier à La Balme-de-Sillingy,,,. Par contre, il semble bien que le comte, selon le Fasciculus temporis, soit mort le 22 mai 1308, au lieu-dit Le Bachet, à proximité du château,,,.
En 1307, le château est le lieu de signature d'un traité entre le comte Amédée II, l'évêque de Genève Aymon de Quart, le dauphin Jean II de Viennois et Hugues son frère, baron de Faucigny, afin de défendre les droits de l'évêque sur la ville de Genève.
Le château reste en tout état de cause au sein de la maison de Vienne jusqu'en 1366. Toutefois, le comte de Genève semble toujours « [détenir] la seigneurie banale ». Il en autorise notamment la vente en 1366 à Marguerite de Banains, qui a épousé Jean de Châtillon de Michaille.

### Entrée dans le giron savoyard
Marguerite de Banains épouse en secondes noces Gérard ou Girard III de Ternier (v.1350-1418). Le seigneur de Ternier a rendu hommage au futur comte de Savoie, Louis de Savoie. Gérard de Ternier meurt sans héritier,. Ses biens passent à la famille de Montchenu-Ternier,,. Les membres de cette famille le gardent jusqu'au siècle suivant.
À partir de 1401, le comté de Genève entre dans le giron du comte de Savoie, à la suite de sa vente par le dernier comte,,. Le château perd peu à peu de son rôle stratégique, puisque le comte de Savoie possède les territoires de part et d'autre du Rhône.

### Disparition du château
Le château est en partie détruit par un incendie, puis tombe en ruines par manque d'entretien. Le château est abandonné au XVIIe siècle au profit d'un second château moderne, le château dit de Faramaz, devenant ainsi le nouveau centre de la seigneurie,. L'ancien château sert très probablement de carrière pour l'édification du nouveau. Au siècle suivant, quelques murs sont encore visibles.
Le site fait l'objet d'une opération de fouilles de sauvetage, effectuée en quatre fois de 1982 à 1985 et dirigée par Frédéric Raynaud. Les résultats des travaux font l'objet d'une publication en 1992, Le château et la seigneurie du Vuache.

## Description
L'archéologie a permis de donner une vision de l'édifice et la présence d'un ancien château. Ces fouilles permettent d'établir une évolution du château du XIIe siècle à sa disparition au XVIIe siècle.
Le château était constitué de trois tours. L'entrée se faisait par l'est. Le corps du logis se trouvait sur le côté nord.

## Châtellenie de Vuache
Le château de Vuache est le centre d'une châtellenie comtale, dit aussi mandement.
Le châtelain est un « [officier], nommé pour une durée définie, révocable et amovible »,. Il est chargé de la gestion de la châtellenie ou mandement, il perçoit les revenus fiscaux du domaine, et il s'occupe de l'entretien du château. Le châtelain est parfois aidé par un receveur des comptes, qui rédige « au net […] le rapport annuellement rendu par le châtelain ou son lieutenant ».

## Pour aller plus loin

### Fonds d'archives
- Série : Comptes des châtellenies (1326-1343). Fonds : Comptes de châtellenie et de subsides; Cote : SA 18185-18194. Chambéry : Archives départementales de la Savoie (présentation en ligne).« Châtellenie de Vuache »
- Série : Comptes des châtellenies (XIIIe siècle-XVIe siècle). Fonds : Inventaire-Index des comptes de châtellenie et de subsides; Cote : SA. Chambéry : Archives départementales de la Savoie (présentation en ligne).p. 573, « Châtellenie de Vuache »
  - Inventaire de 1586, des biens mobiliers (meubles et ustensiles métalliques de cuisine, vêtements, cheptel et numéraire). Archives départementales de la Haute-Savoie, côte 7 J 1223
  - Inventaire de 1612, à la suite de la passation de pouvoir entre deux seigneurs.